# Bonaqua
Bonaqua (även BonAqua, Bonaqa och aquaBona) är ett varumärke för bordsvatten som ägs av Coca-Cola Company. Vattnet säljs i ett stort antal länder, med eller utan kolsyra och dels i icke smaksatt variant, och dels i en mängd versioner med olika fruktsmaker.

## Bonaqua i Finland och Sverige
Den Bonaqua som säljs i Finland är ett naturligt mineralvatten som tillverkas av Sinebrychoff (en del av Carlsberg) i Kervo, medan den som säljs i Sverige är ett naturligt källvatten som tillverkas av Coca-Cola Europacific Partners i Jordbro.